# Gabriel Mouton
Pour les articles homonymes, voir Mouton (homonymie).
Gabriel Mouton né à Lyon en 1618 et mort dans cette même ville le 28 septembre 1694 est un mathématicien français précurseur du système métrique. 

## Biographie
Vers 1644, il obtient son doctorat en théologie. Il est nommé vicaire à l’église Saint-Paul de Lyon où il demeure . Il passe son temps libre à étudier les mathématiques et l’astrologie. 
Mouton est un précurseur de la recherche d’une unité de mesure naturelle pratique. Ses calculs sur les diamètres apparents de la lune et du soleil vers 1670 sont le fruit de ses observations astronomiques et de certaines procédures de calcul qu’il a développées.
Ce religieux, protégé de Camille de Neufville de Villeroy (archevêque et gouverneur de Lyon après avoir été curé d'Ainay à cinq ans...), est d'abord vicaire puis perpétuel et prébendier de l'église Saint-Paul à Lyon.
Mouton a aussi calculé des tables de logarithmes des sinus et cosinus. Il aurait réalisé un pendule astronomique d’une précision remarquable.
Il est  considéré par de nombreux physiciens français, américains, allemands, et anglais comme un des précurseurs du système métrique[réf. à confirmer].
Vers 1670, Gabriel Mouton montre combien il est difficile de conserver aux mesures une longueur invariable. Il propose un ensemble de mesures linéaires, dites par lui géométriques, qu'il assujettit à la division décimale.
Il propose l'utilisation de la base 10 alors qu'à l'époque on passait d'une unité à son multiple ou sous multiple en multipliant ou divisant le plus souvent par 6 ou 12. (base 6, base 12). Il les nomme milliare, centuria, decuria, virga, virgula decima, virgula centesima, virgula millesima. L’appellation virga pourrait provenir de verge, tige de balancier car Mouton pensait retrouver cette longueur en tout point du globe, avec un pendule battant la même période. Le milliare ou mille serait la longueur de l'arc de 1' (une minute) de grand cercle de la Terre(méridien), de sorte que la virga et la virgula (1/1 000 ou 1/10 000 du mille géométrique) auraient répondu à la toise et au pied.
Gabriel Mouton est le premier physicien à proposer la définition d'un étalon universel de longueur basé sur la dimension du globe terrestre : la virgula geometrica, définie comme la six-cent-millième partie d'un degré d'un arc de méridien. Avec les données actuelles la virgula  =  111,111 km  / 600 000  =  0,18 m. La virga = 1,80 m n’est pas très loin de la toise.
On voit que le projet de Mouton correspond, dans le principe, à celui qui a été réalisé, plus de 120 années plus tard, par notre système métrique.
En 1670, à Lyon, il publie ses conclusions dans l'ouvrage Observationes diametrorum solis et lunae apparentium.
En 1847, la ville de Lyon nomme un port et un pont sur la Saône : le pont Mouton. Celui-ci sera remplacé par le pont Clémenceau.